# Sybra breuningi
Sybra breuningi är en skalbaggsart som beskrevs av J. Linsley Gressitt 1940. Sybra breuningi ingår i släktet Sybra och familjen långhorningar. Inga underarter finns listade i Catalogue of Life.